# 5544 Kazakov
5544 Kazakov (1978 TH6) là một tiểu hành tinh vành đai chính được phát hiện ngày 2 tháng 10 năm 1978 bởi L. V. Zhuravleva ở Nauchnyj.